# Signe de John Thomas

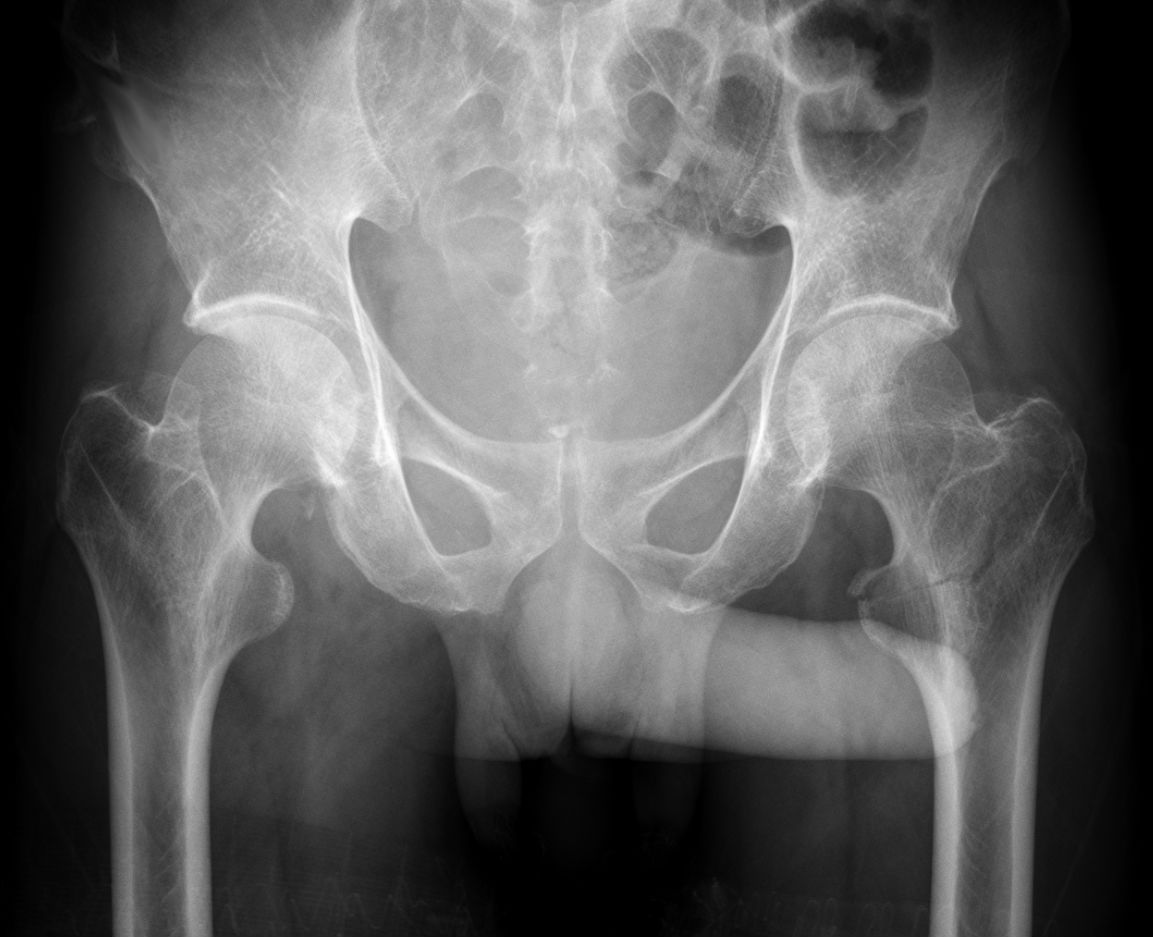
Signe de John Thomas positif chez un patient ayant une fracture pertrochantérienne gauche.

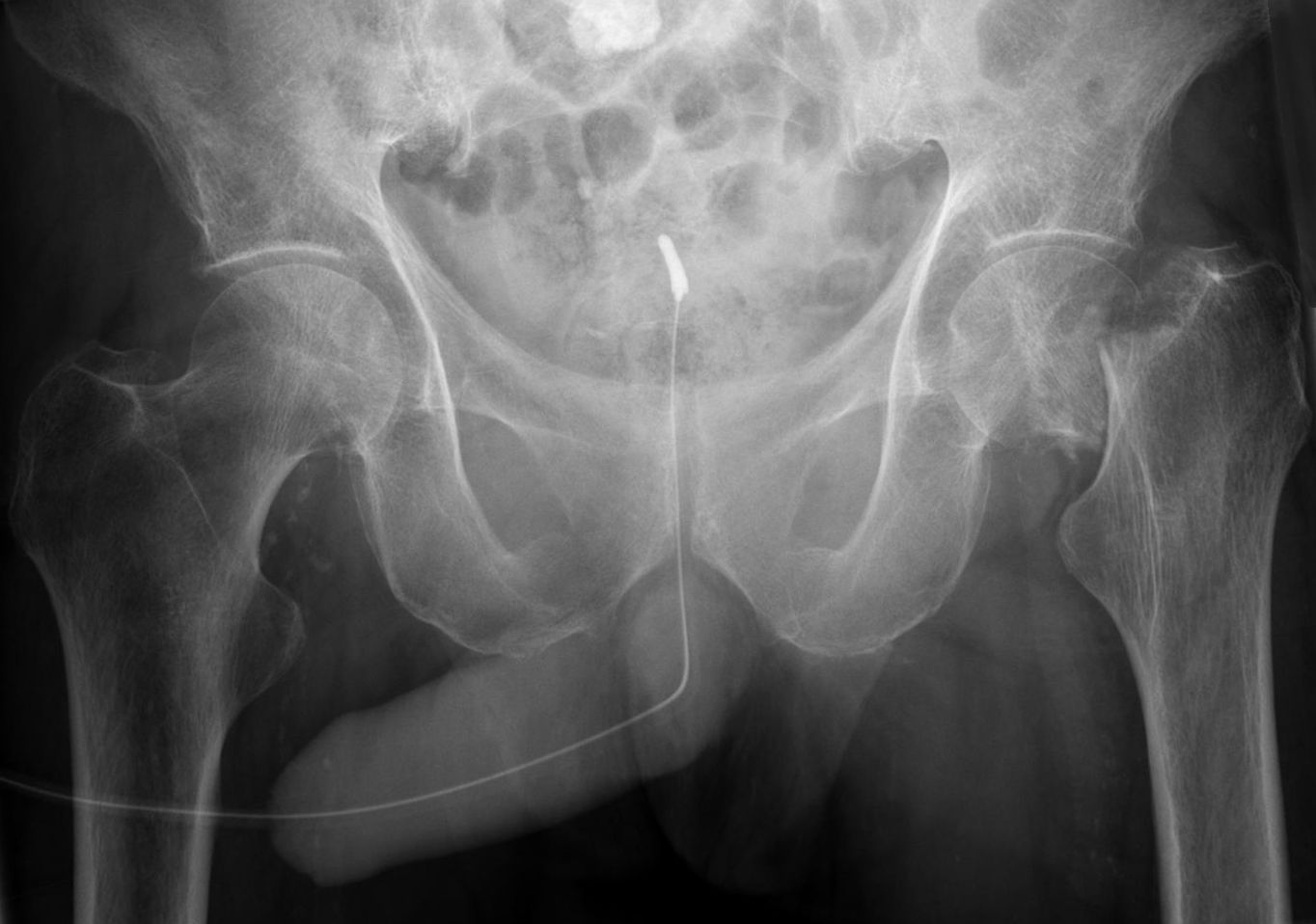
Signe de John Thomas négatif chez un patient ayant une fracture du col fémoral gauche.

Le signe de John Thomas, ou le signe de Throckmorton, est un terme d'argot ou une plaisanterie utilisée dans le champ de la traumatologie et de la radiologie. Il concerne la position du pénis par rapport à une lésion sur une radiographie de bassin ou de hanche. Quand le pénis (visible sur la radio comme une ombre) pointe du même côté qu'une fracture unilatérale, alors le signe est positif ; si l'ombre pointe vers le côté opposé, le signe est négatif.
Des études ont montré que ce signe n'est pas plus efficace que le hasard pour identifier la localisation d'une fracture de hanche,. Une étude conclut que « l'utilisation du signe de John Thomas reste limitée à l'introduction de l'humour dans les staff d'orthopédie puisque le signe est cliniquement peu fiable ».
Dans les cas où le signe de John Thomas est positif, il a été proposé comme hypothèse que le patient essaye de limiter la douleur en se couchant sur sa hanche fracturée pour l'immobiliser. Le pénis suit donc la pesanteur et pointe vers le côté blessé.

## Origines
« John Thomas » est un terme d'argot anglais désignant le pénis. Il s'agit du nom d'un personnage de Lady Chatterley et l'Homme des bois, amant de Lady Chatterley.
« Throckmorton » semble venir du nom d'un neurologiste américain du début du XXe siècle, Tom Bentley Throckmorton.